# VIII. Armee-Inspektion (Deutsches Kaiserreich)
Die VIII. Armee-Inspektion war eine Inspektion der Armee des Deutschen Kaiserreichs.

## Geschichte
Anfang Juli 1913 wurde die VIII. Armee-Inspektion in Berlin als letzte der Armee-Inspektionen des Deutschen Kaiserreichs eingerichtet. Im Oktober 1913 nahm der neue Generalinspekteur seine Arbeit auf.
Im Zuge der Mobilmachung des Deutschen Kaiserreichs wurden Anfang August 1914 die acht Armee-Inspektionen in acht Armeen überführt. Aus der VIII. Armee-Inspektion wurde das Armeeoberkommando 1, aus dem später die 1. Armee wurde. Der ehemalige Generalinspekteur der VIII. Armee-Inspektion wurde dann Oberbefehlshaber der 1. Armee.

## Gliederung
- Generalinspekteur
- Unterstellte Einheiten:
  - II. Armee-Korps in Stettin
  - V. Armee-Korps in Posen
  - VI. Armee-Korps in Breslau

## Generalinspekteur
- Generaloberst Alexander von Kluck[2][3]